# Onthophagus deplanatus
Onthophagus deplanatus är en skalbaggsart som beskrevs av Lansberge 1883. Onthophagus deplanatus ingår i släktet Onthophagus och familjen bladhorningar. Inga underarter finns listade i Catalogue of Life.